# Hana Dýčková
Hana Dýčková (* 9. listopadu 1955) byla česká a československá politička Komunistické strany Československa a poslankyně Sněmovny národů Federálního shromáždění za normalizace.

## Biografie
K roku 1986 se profesně uvádí jako instruktorka učňů. Ve volbách roku 1986 zasedla za KSČ do české části Sněmovny národů (volební obvod č. 42 - Náchod, Východočeský kraj). Ve Federálním shromáždění setrvala do ledna 1990, kdy rezignovala v rámci procesu kooptací do Federálního shromáždění po sametové revoluci.
V letech 1992-2008 se eviduje jako živnostnice, bytem Rychnov nad Kněžnou-Lokot.